# Montjovet
Montjovet (pron. fr. AFI: [mɔ̃ʒɔvɛ] , Mondzouèt in patois valdostano) è un comune italiano sparso di 1 750 abitanti della Valle d'Aosta.

## Geografia fisica

### Territorio
Montjovet è situato nella bassa Valle d'Aosta. Si estende su un territorio molto vasto, di oltre 18,7 km² di pianura e di collina, dai 370 m di Plout, al confine con Verrès, fino ai 2174 m del Mont Lyan. La sua posizione strategica tra la bassa e la media valle, sia all'envers che all'adret, ha da sempre rappresentato una via di transito obbligatorio verso la Francia e la Svizzera; ne sono testimoni numerose e importanti tracce storiche.

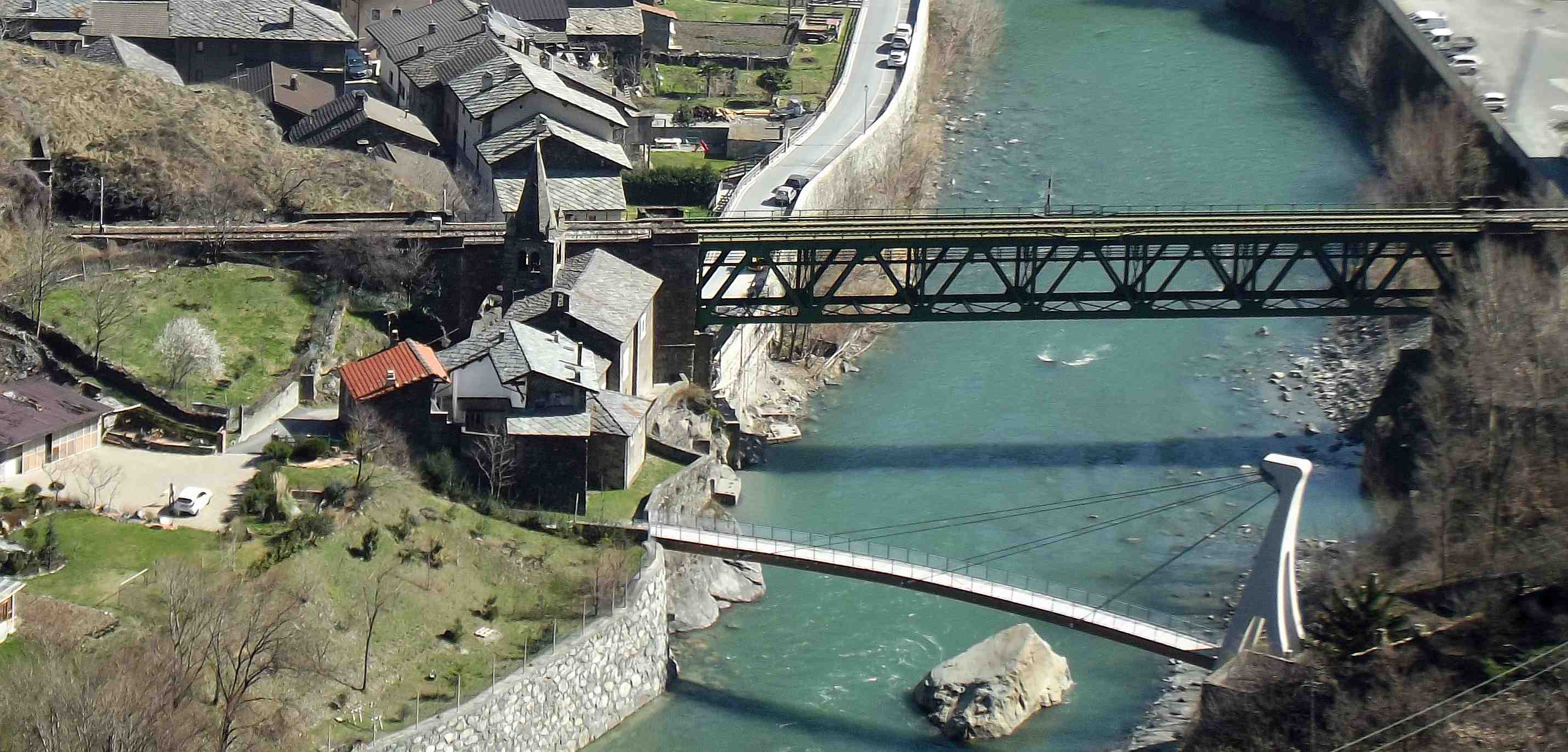
Il ponte sulla Dora Baltea in località Le Bourg.

All'elemento naturale dell'acqua (Dora Baltea), contribuiscono alla sua divisione in due zone sui due versanti le opere dell'uomo, cioè l'autostrada A5, la ferrovia (linea Aosta-Chivasso) e un oleodotto.
Il territorio comunale è attraversato dal Rû d'Arlaz, uno dei più importanti canali irrigui della Valle d'Aosta, scavato nel XV secolo per portare le acque dell'Evançon da Challand-Saint-Anselme fino alle zone esposte a sud del fondovalle, più secche.
- Classificazione sismica: zona 4 (sismicità molto bassa)[6]

### Clima
Il clima di Montjovet è mite con inverni non troppo rigidi vista la sua esposizione (ad eccezione delle frazioni all'envers) ed estati mai afose perché sempre ventilate, soprattutto nel fondovalle. Le precipitazioni sono regolari durante l'arco annuale ma a volte scarse, specie nel periodo estivo.

## Storia
La zona era abitata fin dalla preistoria, come testimonia la presenza di un dolmen presso il col d'Arlaz (1029 m s.l.m.), punto di collegamento tra la bassa val d'Ayas e la valle centrale nel comune di Montjovet.
Pur esistendo tracce di insediamenti umani risalenti al Neolitico, come le incisioni rupestri in località Chenal e le tombe a cista della necropoli eneolitica di Fiusey, Montjovet deve, secondo alcune fonti, la propria toponimia ai Romani, Mons Jovis, il monte di Giove, alla cui divinità avrebbero dedicato un modesto edificio di culto, senza che questa ipotesi sia confermata dall'archeologia e dagli studi storici.

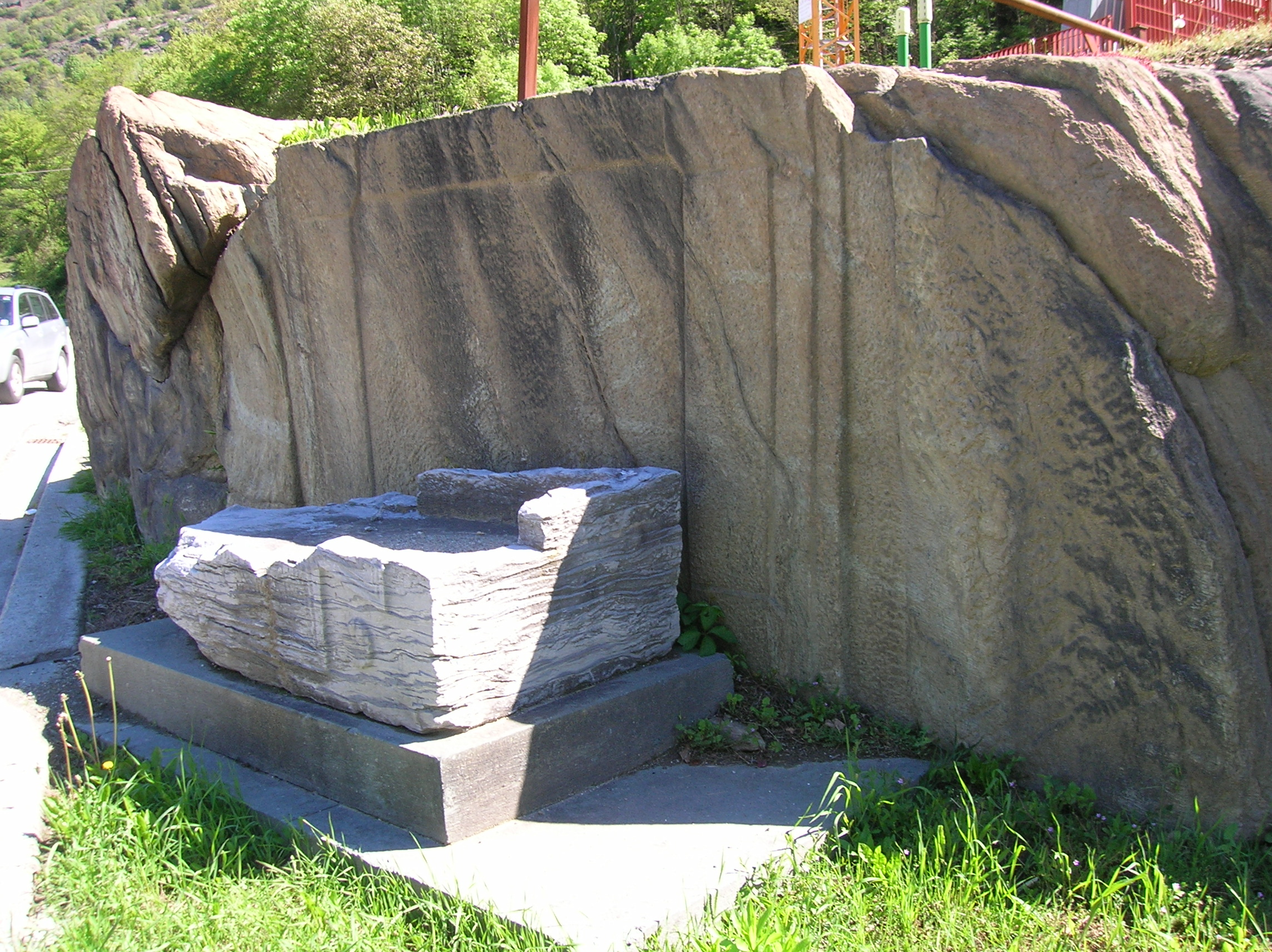
Tratto di Via delle Gallie scavato nella roccia e tomba romana lungo la SS 26 in località Champériou.

Montjovet conobbe il suo splendore nel medioevo, quando ebbe i propri feudatari, per poi passare agli Challant, allorché le gabelle facevano la fortuna delle signorie locali, la cui potenza era materializzata dai castelli di Chenal e di Saint-Germain. La signoria di Montjovet si estendeva agli attuali comuni di Saint-Vincent, Emarèse, Champdepraz, Montjovet e alla frazione di Saint-Germain, che fungevano da tappe obbligate per i viandanti (mercanti, ma anche pellegrini lungo la Via Francigena) ed erano pertanto ricchi di ospizi.
Un'eredità di quel periodo sono anche le case del borgo (Bourg de Montjovet), con i loro imponenti portali d'epoca.
L'attuale "Mongiovetta", tratto della SS26, fu realizzata, a totali spese del Ducato di Aosta, solo nel 1771, quando il re Carlo Emanuele III autorizzò l'apertura del percorso esistente per facilitare il commercio e lo sfruttamento delle acque termali di Saint-Vincent, come ricorda l'incisione sulla lapide che sovrasta i primi tornanti.
In epoca fascista, il comune incluse quelli di Émarèse e di Champdepraz, e il nome fu italianizzato in Mongiove, dal 1939 al 1946.

### Simboli
Lo stemma e il gonfalone sono stati concessi con decreto del presidente della Repubblica del 6 agosto 1988.
La prima partizione dello scudo riprende lo stemma dei signori di Montjovet e Chenal (di nero, al leone d'argento, linguato di rosso, coronato d'oro). La seconda s'ispira allo stemma della famiglia Challant (d'argento al capo di rosso, alla banda attraversante sul tutto di nero), che ressero la signoria dal 1295 al 1456 e nuovamente, con il titolo di conti di Montjovet, a partire dal 1707. Il campo troncato simboleggia le due comunità parrocchiali del Comune (Notre-Dame e Saint-Germain); gli smalti rosso e argento, oltre a riferirsi agli Challant, ricordano il blasone dei conti di Vallaise, che ebbero giurisdizione su Montjovet dal 1456 al 1623 e che portavano un fasciato di rosso e d'argento, la fascia d'argento in capo caricata di una crocetta patente di rosso, accostata da due stelle dello stesso. La banda di nero rappresenta la via Francigena che attraversa il comune e che coincide per lo più con il tracciato dell'antica strada romana delle Gallie; il capo di Savoia ricorda l'appartenenza della castellania di Montjovet, dal 1456 al 1623, ai duchi di Savoia.
Il gonfalone è un drappo partito di rosso e di nero.

## Monumenti e luoghi d'interesse

### Architetture militari
Nei pressi del paese, su due promontori differenti, si trovano i ruderi del castello di Saint-Germain, risalente al X secolo e cinto di bastioni del XV secolo, e la Tour Chenal.

### Architetture civili
I resti della via delle Gallie, di epoca romana, si possono ammirare per un tratto sopraelevato rispetto alla SS26 in località Vervaz, ma maggiormente suggestivo è il tratto scavato nella roccia lungo la SS26 che espone una tomba di epoca romana, in località Champériou. Altri resti di via romana si rintracciano nelle località Toffoz e Barma.
Nel borgo (Bourg) sorge una casa cinquecentesca con portale gotico e un'altra casa con torre del 1643, e vi si ritrovano vari affreschi ed elementi architettonici di interesse.
Nella frazione Montat, sorge la "Casa Gotica", un bene vincolato fortemente degradato che deve il suo nome alle finestre in pietra lavorata sulla facciata monumentale, decorate con il fregio a chiglia di nave rovesciata che si ritrova nelle case cinquecentesche valdostane di pregio.
Nella frazione Vignolaz, è situata una casa che risale al 1766 e possiede una meridiana del 1815,  casa ora appartenuta a privati

### Architetture religiose
Nel territorio di Montjovet sorgono due chiese parrocchiali: la chiesa della Natività della Beata Vergine Maria a Berriat (capoluogo) e la chiesa dedicata a Germano d'Auxerre contigua al castello a Saint-Germain.

Altre chiese di interesse, in passato anche con funzioni parrocchiali, sono quella di San Rocco a Le Bourg e di Santa Barbara e Sant'Eusebio a Plangerp, oltre alle numerose cappelle disseminate nei villaggi. Di interesse è anche la chiesa romanica.

### Siti archeologici

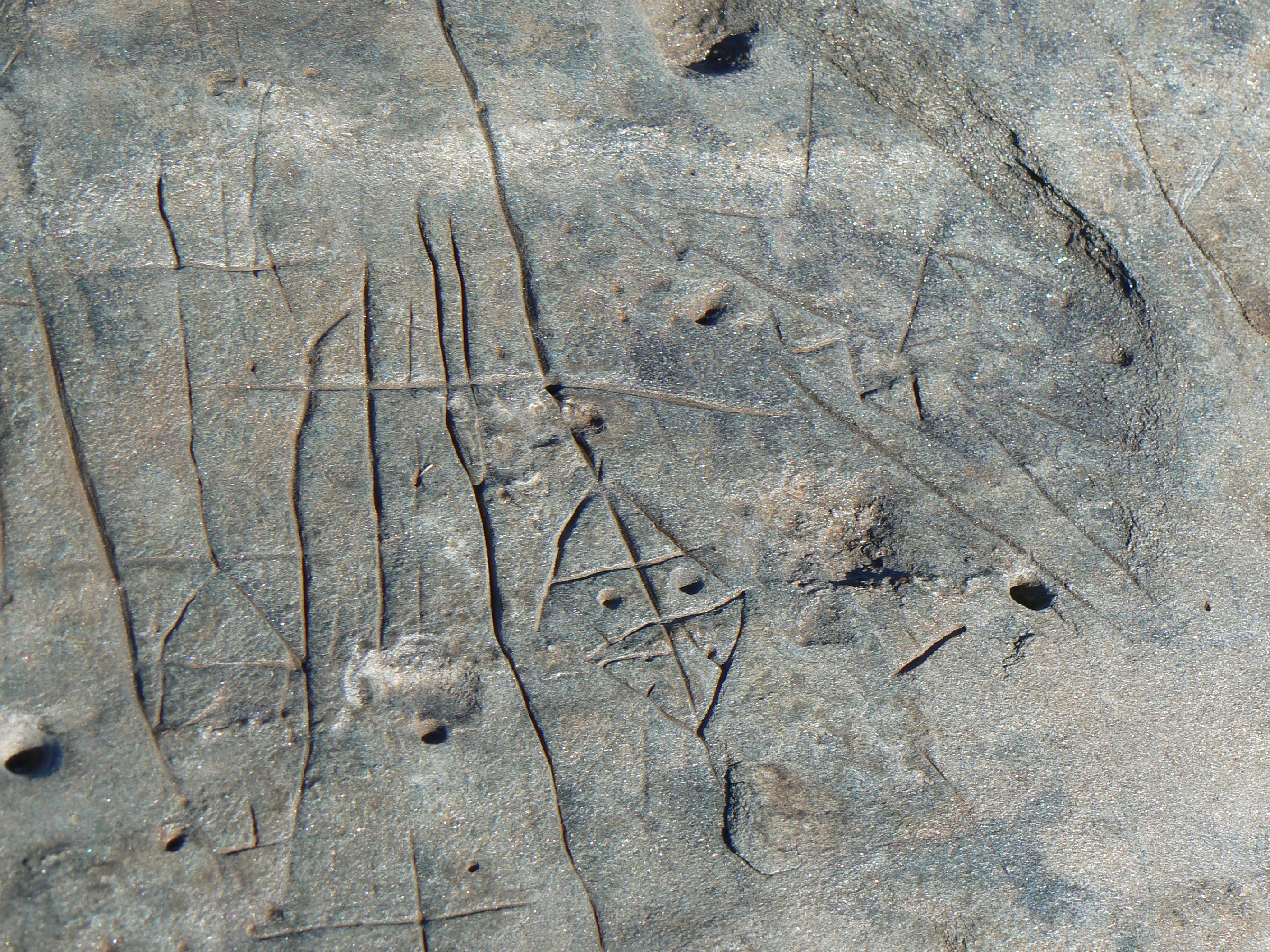
Incisioni del sito archeologico di Chenal

Nei pressi del castello di Chenal, nella località omonima, si trova un sito archeologico ben conservato, con incisioni rupestri e tombe a cista risalenti al Neolitico. Ultima scoperta archeologica in ordine di tempo, il riparo inciso di Chenal, di 6 000 anni fa.
In località Fiusey, gli scavi archeologici del 1909 di Ernesto Schiaparelli hanno portato alla luce una necropoli del neolitico, con cinque sepolture in cista litica.

## Società

### Evoluzione demografica
Abitanti censiti

## Geografia antropica
Montjovet è il comune valdostano con il maggior numero di villaggi, oltre 50, la maggior parte dei quali ancora abitati. La distribuzione antropica si può dividere tra la zona pianeggiante a fondovalle (definita in francese la plaine), dove si trovano il capoluogo Berriat e le frazioni contigue, sede dei maggiori servizi, e le tre "colline" (oppure, in francese, montagnes), ossia gli insediamenti umani che si sviluppano sui versanti: la collina dell'envers, con il vallone di Rodoz (pron. "Rodò"), ormai disabitato, la collina dell'adret (sud), culminante al col d'Arlaz, che collega Montjovet alla val d'Ayas, e la collina a nord (sempre all'adret), appartenente alla parrocchia di Saint-Germain, collegata all'abitato di Emarèse e prossima al comune di Saint-Vincent.

### Lingue e dialetti
Come nel resto della regione, anche in questo comune è diffuso il patois valdostano. In virtù della vicinanza geografica e dei rapporti storici con il Canavese, la popolazione locale parla anche il piemontese.

## Economia

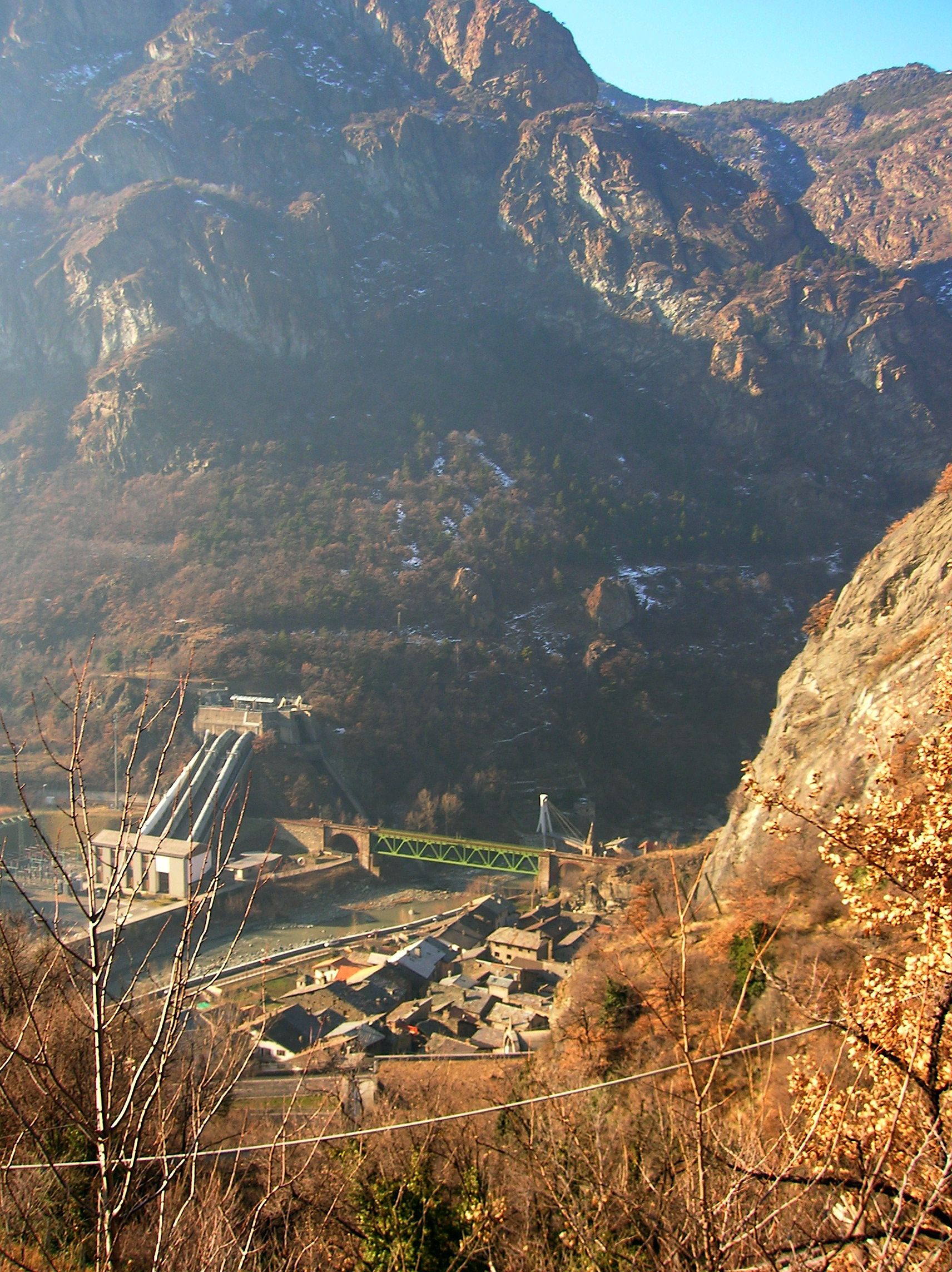
Le Bourg e la centrale idroelettrica.

Come in molti comuni valdostani anche nel comune di Montjovet si produce energia idroelettrica. La centrale omonima, in gestione alla CVA, è posta tra l'impianto di Saint-Clair e l'impianto di Hône 1 e sfrutta le acque della Dora Baltea.

## Amministrazione

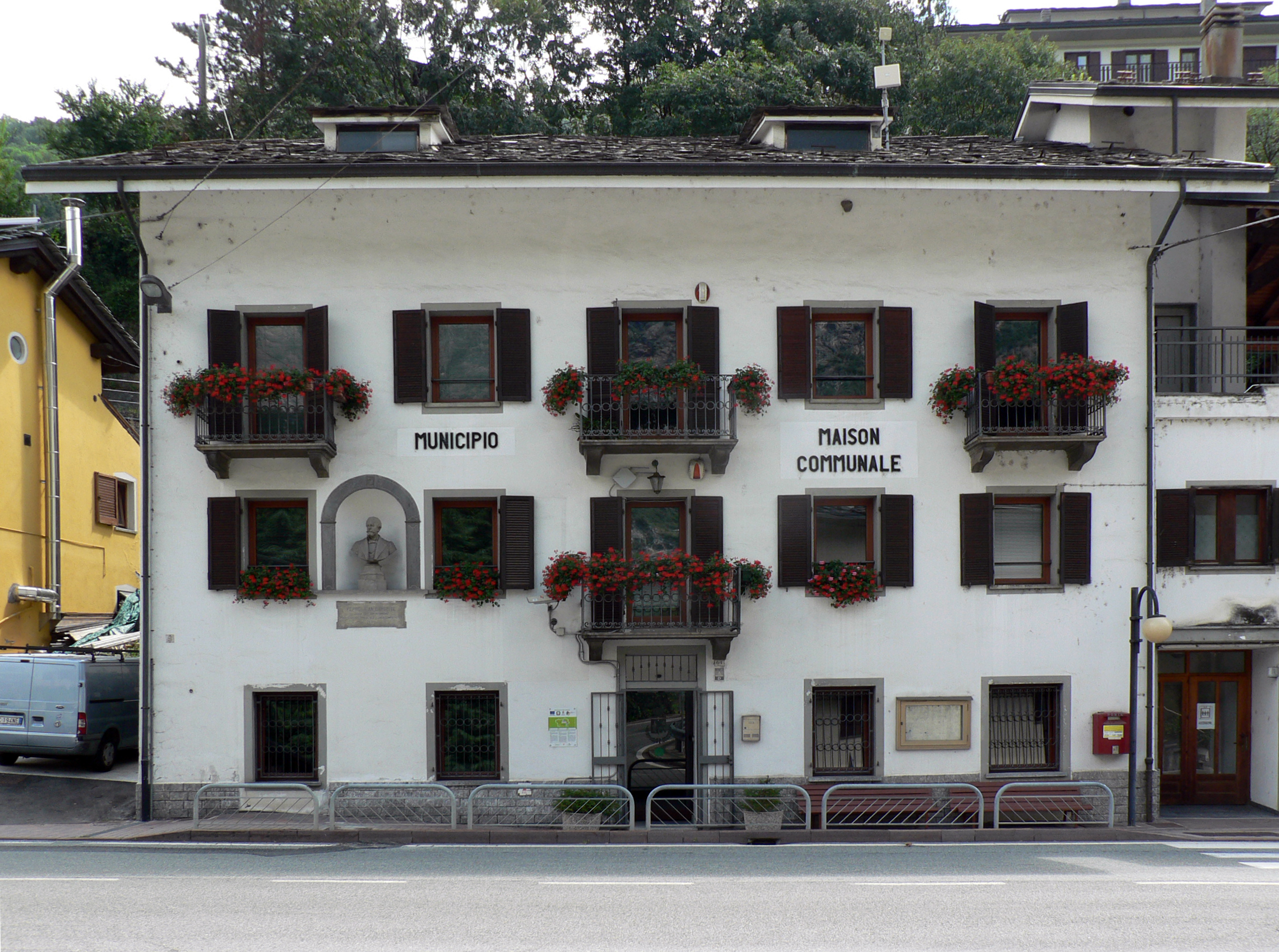
Il municipio di Montjovet

Montjovet fa parte dell'Unité des Communes valdôtaines Évançon.
Di seguito è presentata una tabella relativa alle amministrazioni che si sono succedute in questo comune.
| Periodo        | Periodo        | Primo cittadino       | Partito      | Carica  | Note   |
| -------------- | -------------- | --------------------- | ------------ | ------- | ------ |
| 28 maggio 1985 | 21 maggio 1990 | Umberto Nigra         | UV           | Sindaco | [ 17 ] |
| 21 maggio 1990 | 29 maggio 1995 | Umberto Nigra         | UV           | Sindaco | [ 17 ] |
| 29 maggio 1995 | 8 maggio 2000  | Mauro Trèves          | UV           | Sindaco | [ 17 ] |
| 8 maggio 2000  | 9 maggio 2005  | Ivo Surroz            | lista civica | Sindaco | [ 17 ] |
| 9 maggio 2005  | 25 maggio 2010 | Ivo Surroz            | lista civica | Sindaco | [ 17 ] |
| 25 maggio 2010 | 7 agosto 2014  | Rinaldo Ghirardi      |              | Sindaco | [ 17 ] |
| 7 agosto 2014  | 11 maggio 2015 | Daniela Stammena      |              | Sindaco | [ 17 ] |
| 11 maggio 2015 | in carica      | Jean-Christophe Nigra |              | Sindaco | [ 17 ] |

## Sport
In questo comune si gioca sia a palet che a tsan, caratteristici sport tradizionali valdostani.
Allo stadio comunale di Montjovet, sito in località Berriat, ha la sua sede legale e il proprio campo interno il Pont Donnaz Hône Arnad Évançon (siglato PDHAE), società calcistica che rappresenta vari comuni della bassa Valle d'Aosta fondata nel 2013 dall'aggregazione di alcune società preesistenti.

## Galleria d'immagini

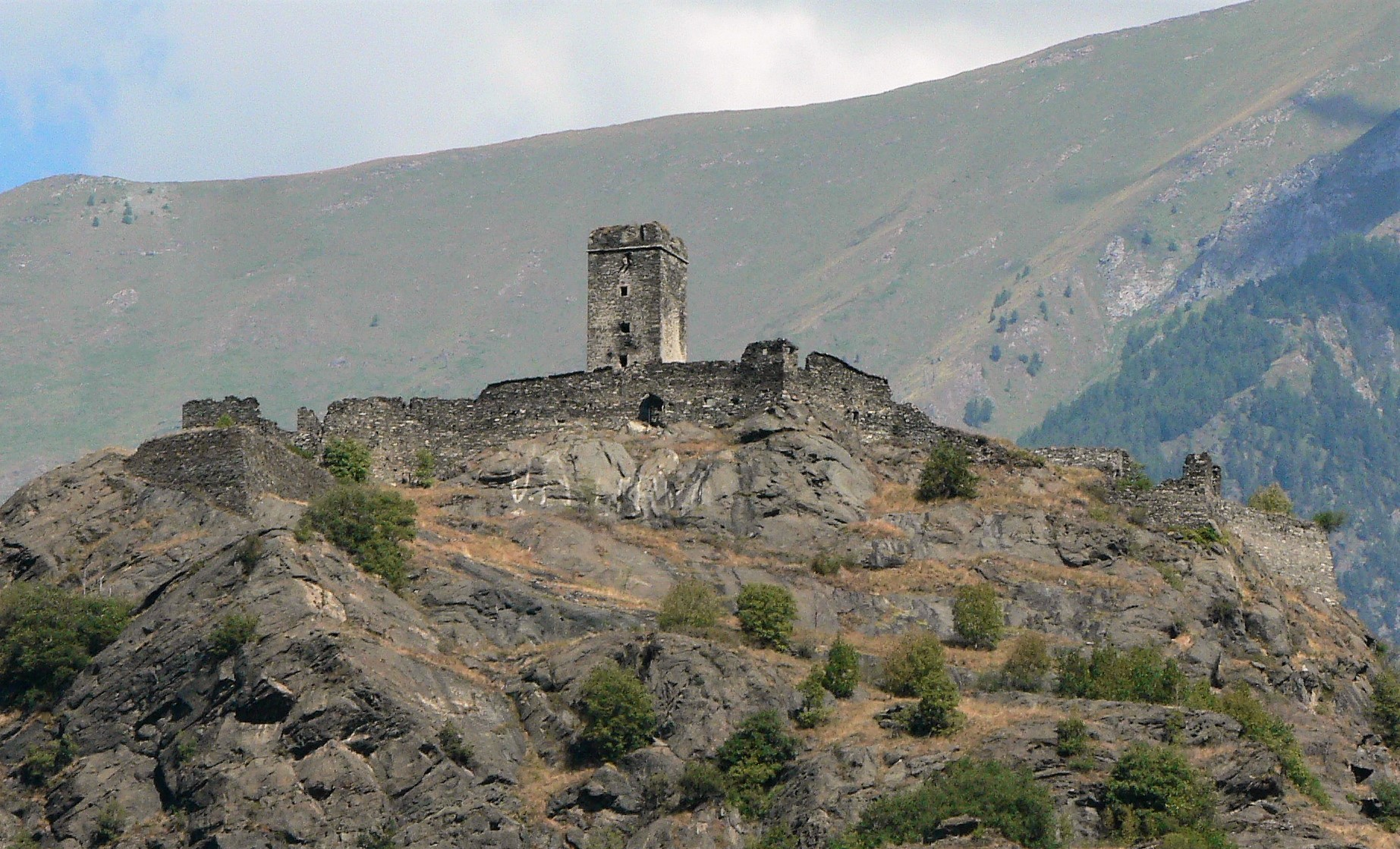
Il Castello di Saint-Germain.
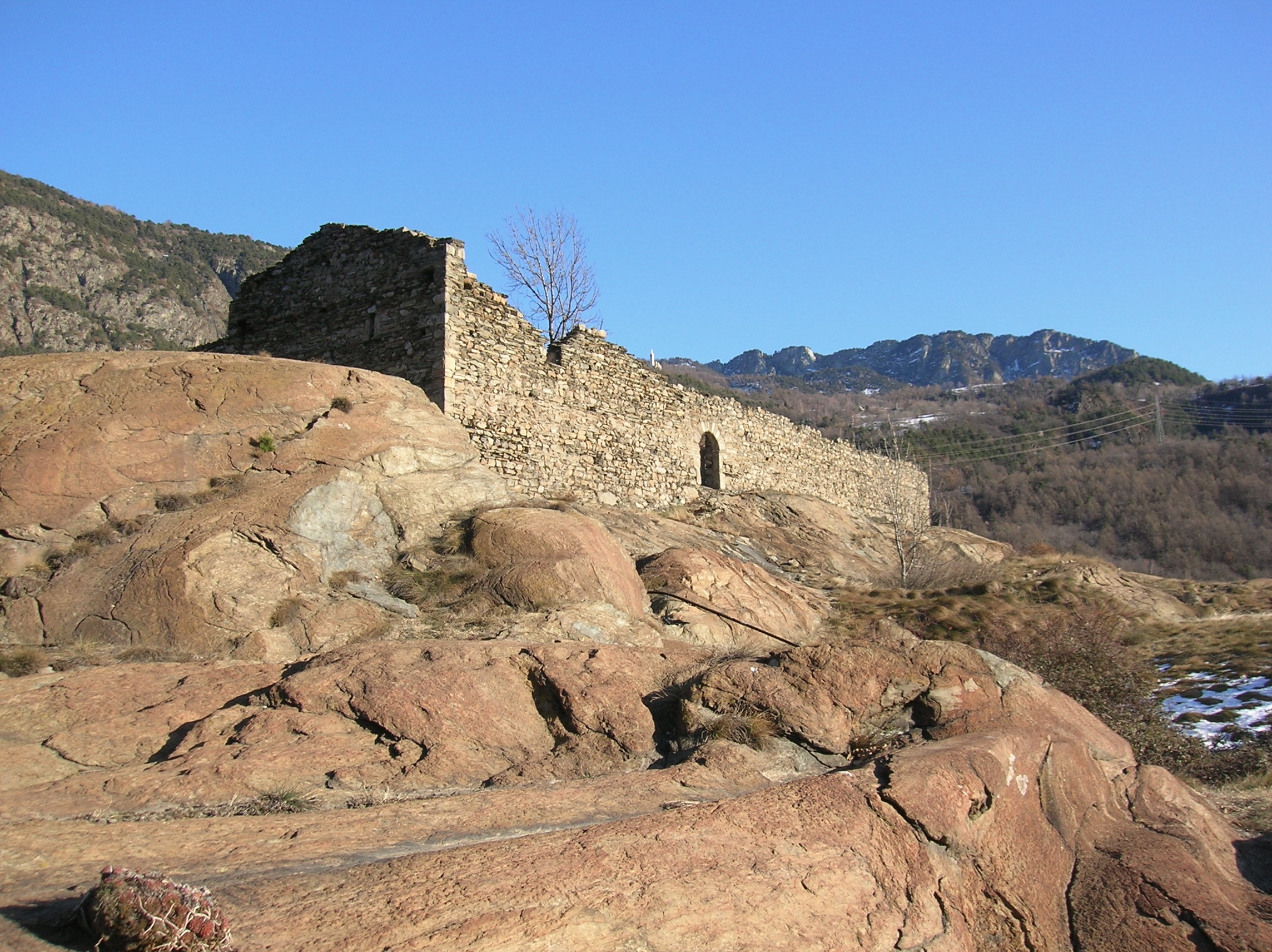
Il Castello di Chenal.
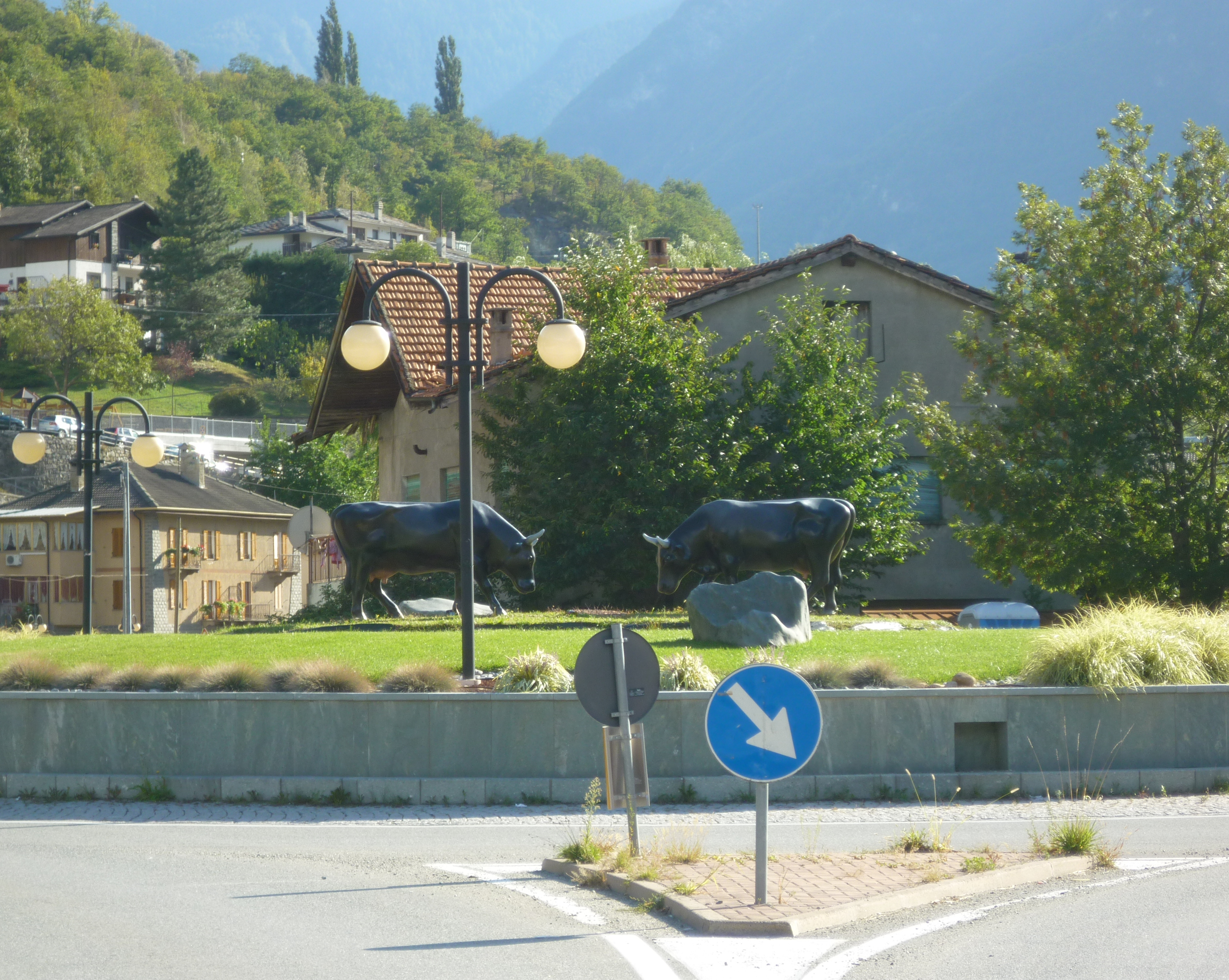
Rotonda all'inizio del capoluogo (Berriat) in omaggio alla Bataille de reines.
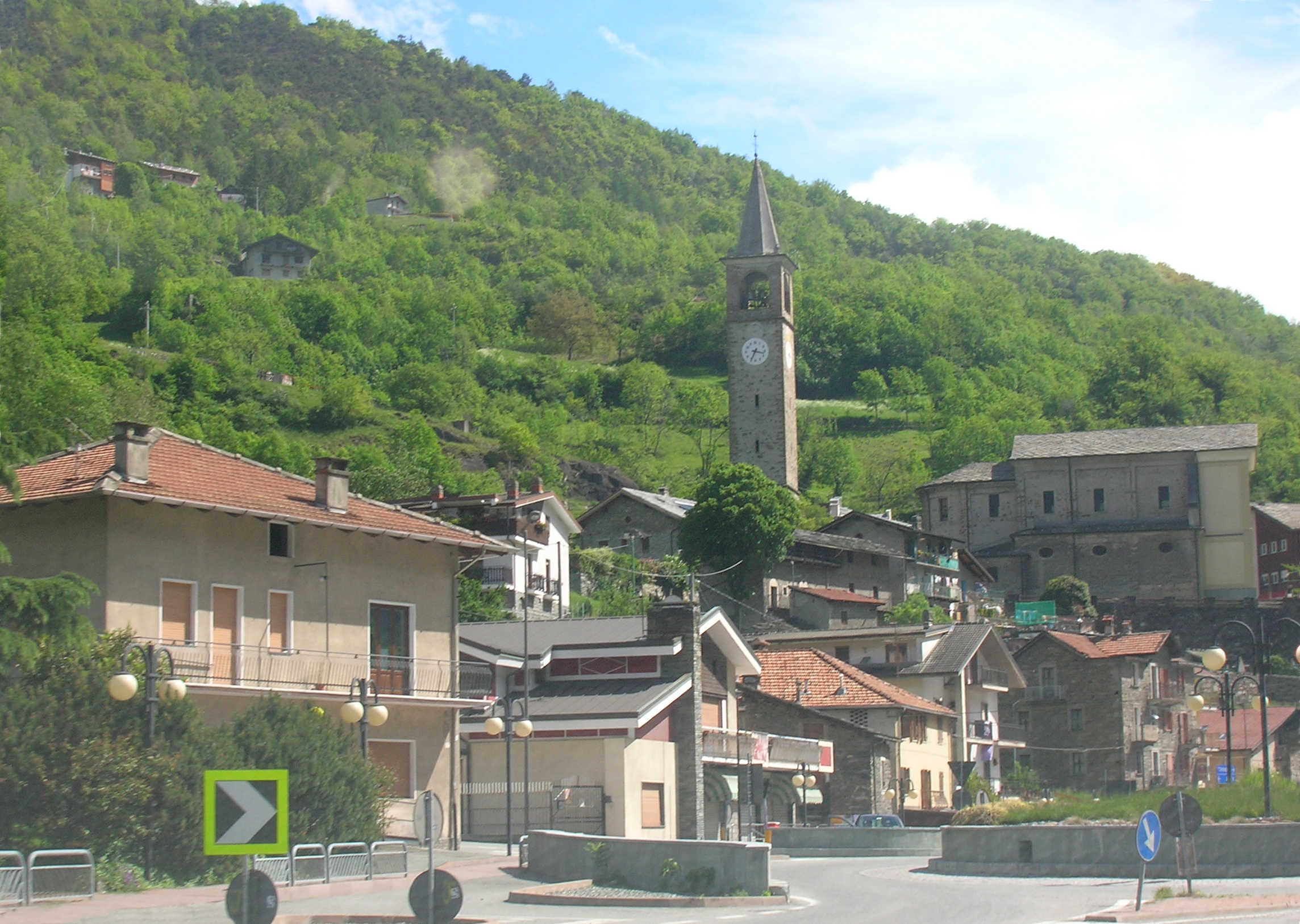
La chiesa parrocchiale di Montjovet a Berriat.
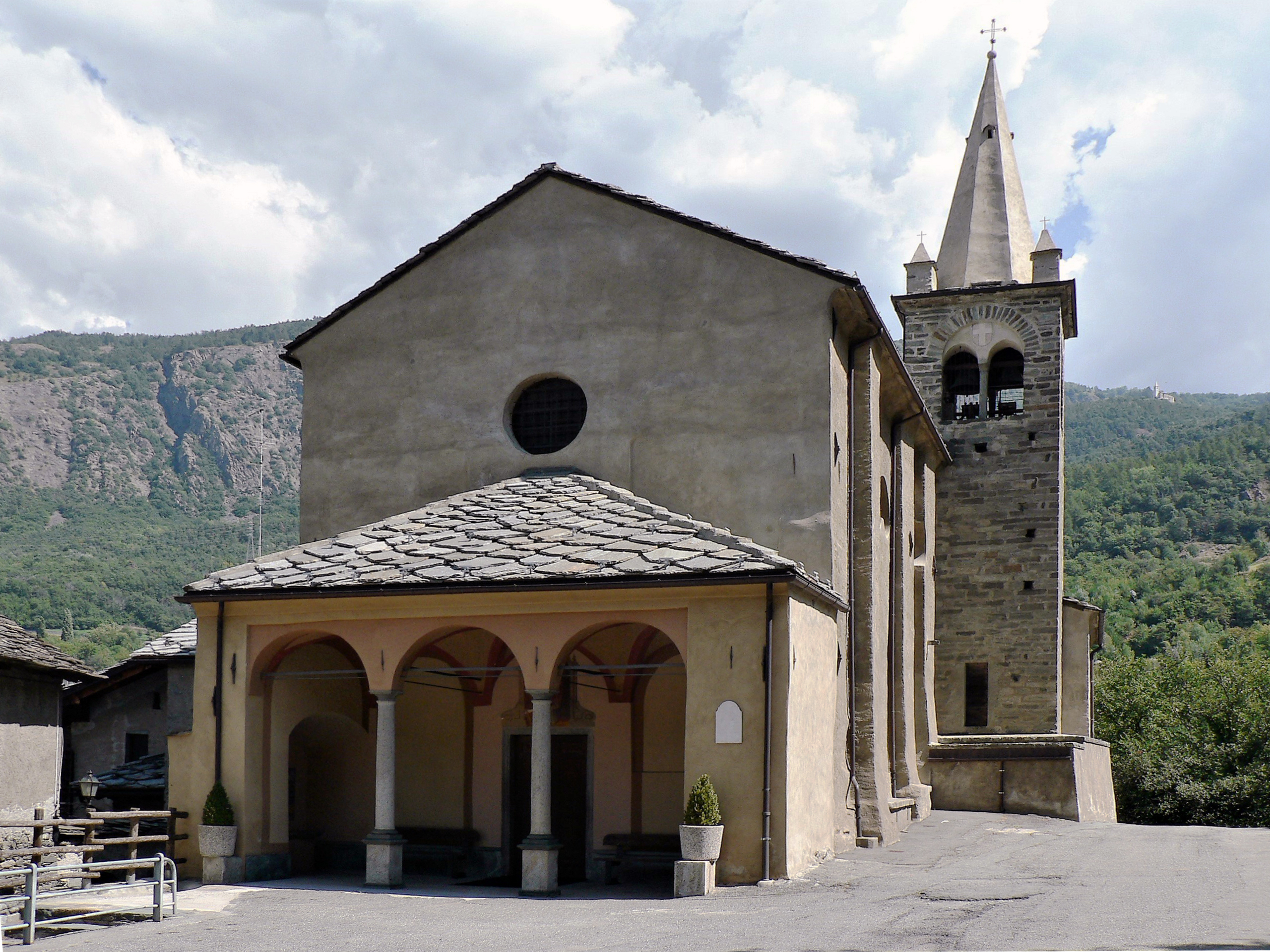
La chiesa di Saint-Germain.